# برنجگان
برنجگان، روستایی از توابع بخش ناغان شهرستان اردل در استان چهارمحال و بختیاری ایران است.

## جمعیت
این روستا در دهستان مشایخ قرار دارد و براساس سرشماری مرکز آمار ایران در سال ۱۳۹۰، جمعیت آن ۳۵۳ نفر (۸۲ خانوار) بوده‌است.